# Massamoorden op Azerbeidzjanen in Armenië (1917-1921)
In de periode 1917-1921 vonden er grootschalige massamoorden op de Azerbeidzjanen in Armenië plaats. Na de Eerste Wereldoorlog en tijdens de Armeens-Azerbeidzjaanse en Russische Burgeroorlog vonden er bloedbaden plaats tussen Armeniërs en Azerbeidzjanen. Een aanzienlijk deel van de moslimbevolking (toendertijd Tataren genoemd) van het voormalige gouvernement Jerevan werd tijdens het onderlinge conflict door de regering van de Republiek Armenië ontheemd. Vanaf 1918 verdreven Armeense partizanen duizenden Azerbeidzjaanse moslims uit Zangezoer en verwoestten hun nederzettingen in een poging de regio te "her-Armeniseren". Deze acties werden door de Democratische Republiek Azerbeidzjan aangehaald als reden om een militaire campagne in Zangezoer te starten. Uiteindelijk heeft Azerbeidzjan tienduizenden moslimvluchtelingen uit Armenië opgenomen en hervestigd. Het totale aantal doden is onbekend.

## Achtergrond

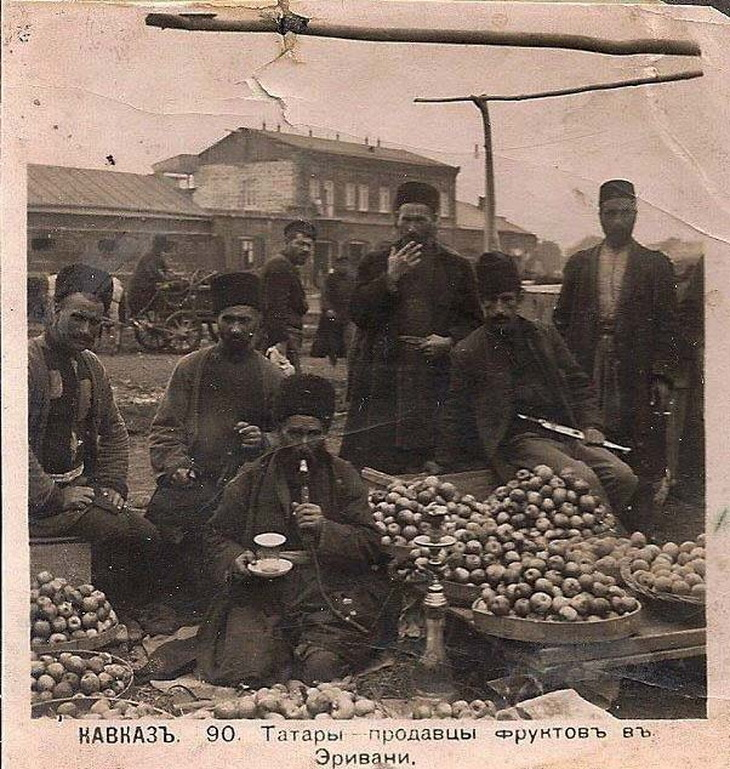
Tataren in Jerevan

Na de Russische annexatie van Iraans-Armenië keerden tienduizenden Armeniërs in 1828-1831 terug naar Russisch Armenië, waardoor ze daar voor het eerst in enkele honderden jaren weer een etnische meerderheid vormden. Desondanks gaf de volkstelling in het Russische Rijk aan dat er in 1897 meer dan 240.000 moslims op het grondgebied van het huidige Armenië woonden, terwijl eerdere volkstellingen aangaven dat dit voornamelijk "Tataren" waren, die meer dan 30 procent van de bevolking vormden. Als gevolg van het toenemende nationalisme in de Zuidelijke Kaukasus braken er tussen 1905 en 1907 etnische conflicten uit tussen Armeniërs en Tataren in het Russische Rijk, wat resulteerde in de massamoord op duizenden Armeniërs en Azerbeidzjanen en de vernietiging van honderden Armeense en Tataarse dorpen. 
Tot de Ottomaanse invasie van de Zuidelijke Kaukasus in 1918 leefden de Armeniërs en Tataren gedurende de Eerste Wereldoorlog relatief vreedzaam. De spanningen liepen op nadat zowel de Armenië als Azerbeidzjan in 1918 kortstondig onafhankelijk werden van Rusland, terwijl beide landen in oorlog raakten over hun wederzijdse grenzen.  

## Gebeurtenissen
Thomas de Waal, deskundige op het gebied van het conflict in Nagorno-Karabach, schreef dat Azerbeidzjanen in Armenië de "collaterale slachtoffers" waren geworden van de Armeense genocide die jaren eerder door het Ottomaanse Rijk was uitgevoerd. Hij voegde er ook aan toe dat ondanks dat de Azerbeidzjanen werden vertegenwoordigd door drie afgevaardigden in een Armeens parlement met tachtig zetels, ze universeel werden aangemerkt als "Turkse vijfde colonne".    
Na de Eerste Wereldoorlog, en tijdens de Armeens-Azerbeidzjaanse Oorlog en Russische Burgeroorlog, vonden er wederzijdse bloedbaden plaats tussen Armeniërs en Azerbeidzjanen. Het voormalige gouvernement Jerevan, dat deel uitmaakte van de Armeense republiek, had tot 1919 een aanzienlijke moslimbevolking. 
De Britse journalist C.E. Bechhofer Roberts gaf commentaar op de stand van zaken in april 1920 als 
 ... geen dag ging voorbij zonder een catalogus van klachten van beide kanten, Armeens en Tartaars, over ongeprovoceerde aanvallen, moorden, dorpsverbrandingen en dergelijke. Oppervlakkig gezien was de situatie een reeks vicieuze cirkels. Tartaren en Armeniërs vielen aan en namen wraak voor aanvallen. Angst dreef beide kanten tot nieuwe excessen.

### In het gouvernement Jerevan en de oblast Kars
Mustafa Kemal, de leider van de Turkse Nationale Beweging, rechtvaardigde de invasie van Armenië door te stellen dat naar verluidt bijna 200 dorpen door de Armeniërs in brand waren gestoken en dat de meeste van hun 135.000 inwoners waren "geëlimineerd". Historicus Richard Hovannisian schreef dat bijna een derde van de 350.000 moslims in het gouvernement Jerevan in 1918-1919 uit hun dorpen werden verdreven en in de buitenwijken van Jerevan of langs de voormalige Russisch-Turkse grens in leegstaande Armeense huizen woonden. In 1919 verklaarde de Armeense regering het recht op terugkeer van alle vluchtelingen, maar dit werd niet uitgevoerd in de verlaten moslimnederzettingen die nu door Armeense vluchtelingen werden bewoond. Tijdens zijn ambtstermijn als minister van oorlog bracht Roeben Ter-Minasjan een groot deel van de 30.000 Armeense vluchtelingen uit Oost-Anatolië over om de verdreven moslims te vervangen, en bepaalde gebieden te homogeniseren, waaronder het voormalige gouvernement Jerevan (het huidige Ararat) en de voormalige oejezd Sjaroer-Daralajaz. Ter-Minasjan, ontevreden over het feit dat de Azerbeidzjanen in Armenië op vruchtbare gronden leefden, voerde minstens drie campagnes uit die erop gericht waren de Azerbeidzjanen uit twintig dorpen buiten Jerevan te zuiveren, evenals in het zuiden van het land. De Britse diplomaat Oliver Wardrop reisde in oktober 1919 door Armenië en schreef dat langs een groot deel van het Sevanmeer verlaten huizen lagen, "in puin door de onderlinge conflicten tussen Armeniërs en Tataren." In oktober 1919 deden de moslimautoriteiten in Kars een beroep op Azerbeidzjan om middelen te vinden om 25.000 vluchtelingen te vervoeren.

### In Zangezoer

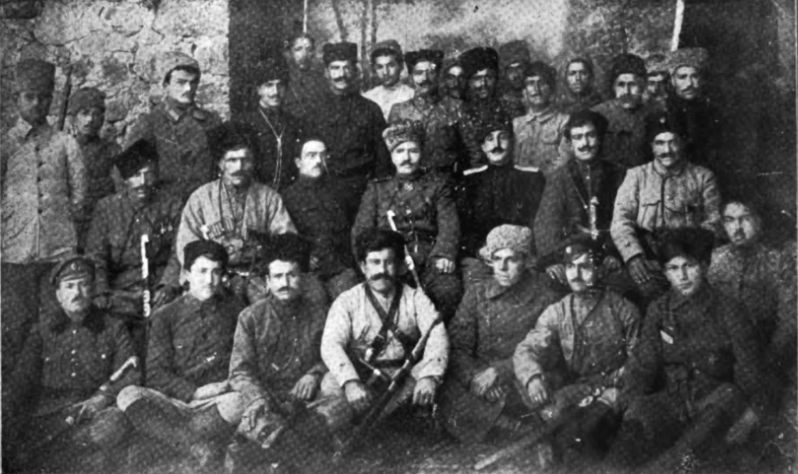
Andranik Ozanjan en zijn aanhangers

Gedurende de periode 1918-1921 brachten de Armeense commandanten Andranik Ozanjan en Garegin Nzjdeh een "her-Armenianisering" van Zangezoer tot stand door de verdrijving van tienduizenden (40-50 duizend) Azerbeidzjanen. Een bericht van de plaatselijke districtschef van 12 september gaf aan dat de dorpen Vorotnavan (Urud), Darbas (Dərəbas), Agitoe (Ağdü) en Vaghatin (Vağudi) waren verwoest en dat Arikly (Ərikli), Sjoekjoer (Şükar), Spandarjan (Qalacıq), Poelkend (Pulkənd), Sjaki (Şəki), Isjchanasar (Qızılcıq), het islamitische deel van Sisjan, Irlik, Pachliloe, Darbas, Kjoertljar, Chot (Xot), Hatsavan (Sisyan) en Zabazadur in brand waren gestoken, wat resulteerde in de dood van 500 mannen, vrouwen en kinderen. In de valleien van Barkoesjat (Bəxtiyarlı) en Geghvadzor en ten zuidoosten van Goris (Gorus) werden in januari 1920 negen dorpen en veertig gehuchten "weggevaagd" als vergelding voor de massamoord op de Armeniërs in Agoelis (Yuxarı Əylis). 
Het aantal moslimnederzettingen in Zangezoer dat door Andranik en Nzjdeh werd verwoest, wordt door verschillende auteurs geschat op 24, 49 (9 dorpen en 40 gehuchten), of 115. De vernietiging van deze nederzettingen en de beperkingen die de lokale Armeniërs oplegden aan moslimherders die hun kuddes naar Zangezoer brachten, werden door Azerbeidzjan aangehaald als reden voor hun militaire campagne tegen Zangezoer eind 1919.

### Slachtoffers en ontheemden
| Regio                | Nederzettingen verwoest | Bevolking ontheemd |
| -------------------- | ----------------------- | ------------------ |
| Gouvernement Jerevan |                         | 135.000            |
| ↳ oejezd Soermaloe   | 24 -38                  | 40.000             |
| oblast Kars          |                         | 10.000             |
| oejezd Zangezoer     | 49 -115                 | 40.000 -50.000     |
| Totaal               | 73-153                  | 225.000-235.000    |

## Nasleep
Na de sovjetisering van Armenië in 1920 bleven er "meer dan 10.000 Turken" binnen de grenzen van Armenië. Volgens de Sovjet-landbouwtelling van 1922 werden er 60.000 Azerbeidzjaanse vluchtelingen gerepatrieerd, waardoor hun totaal op 72.596 - 77.767 kwam.  In april 1920 schreef de aartsbisschop van Jerevan, Choren I: 
Ik moet toegeven dat een paar Tataarse dorpen ... hebben geleden ... maar elke keer ... waren zij de agressors, ofwel vielen ze ons daadwerkelijk aan, ofwel werden ze georganiseerd door de Azerbeidzjaanse agenten en officiële vertegenwoordigers die in opstand kwamen tegen de Armeense regering.
Om de 70-80.000 berooide moslimvluchtelingen die ten zuiden van Jerevan woonden te helpen (50.000 van hen waren afhankelijk van noodhulp tijdens de winter), maakte Azerbeidzjan grote bedragen over. In 1919-1920 werd gerapporteerd dat er 13.000 moslims in Jerevan waren en nog eens 50.000 in heel Armenië. Moslims leefden in het noorden, in tegenstelling tot hun geloofsgenoten in het zuiden van het land, "acceptabel" en met "over het algemeen vriendschappelijke" interetnische relaties. De 40.000 moslims die vanuit Armenië naar Azerbeidzjan waren gevlucht, werden hervestigd door een toewijzing van 69 miljoen roebel door de Azerbeidzjaanse regering. 